# نادي أميان
نادي أميين الرياضي (بالفرنسية: Amiens Sporting Club، ويشار إليه عادة باسم Amiens SC) أو باختصار أميين هو ناد لكرة القدم الفرنسية تأسس في عام 1901 ويقع في أميان. تم تأسيس النادي تحت اسم نادي أميان الرياضي. وتم تأسيس ملعبه في عام 1961 ويسمى حاليا ملعب أميان للرياضة، سابقا ستاد أميين، ويأخذ اسمه الحالي. خلال تاريخه، قضى نادي أميين معظم مواسمه في المستوى الثاني والثالث من كرة القدم الفرنسية. قبل بداية الاحتراف في فرنسا في عام 1932، أميان هو واحد من أفضل الأندية الفرنسية. وفاز بانتظام في بطولة بيكاردي أوسفا بين 1903 و1914، ثم أصبح مرتين بطل الشمال في 1920، في حين حصل على نتائج جيدة في كوبيه فرنسا. وانتهى النادي من نيل بطل فرنسا في عام 1927، في حين تم اختيار سبعة لاعبين منه للمشاركة في فريق فرنسا. في البداية كان متردد في اعتماد الاحتراف، واعتمد أميان هذا الوضع في عام 1933 وشارك في أول بطولة له في الدوري الفرنسي الدرجة الثانية، دون أن ينجح في الصعود إلى الدرجة الأولى بعد ذلك. وتخلى النادي عن مركزه الاحترافي في عام 1952 وأصبح من الهواة مرة أخرى، وبقي مشاركا حتى عام 1970 في بطولة الهواة الفرنسية. في عام 1991، وجد النادي مسار الاحتراف. في نهاية موسم 2016-2017، ارتفع النادي للمرة الأولى إلى الدوري الفرنسي الدرجة الأولى، بعد أن لعب سبعة وثلاثين من المواسم في القسم الثاني.

## تاريخه
تأسس نادي أميان عام 1901م عن طريق مجموعة طلاب ثانوية مدينة أميان، تحت مسمى نادي أميان الرياضي(AAC). كما فاز ببطولة فرنسا للمدارس عام 1902م-1903 1904م. وكانت أولى مبارياته أمام سانت كوينتن والتي مني بها بخسارة مدوية بنتيجة 13-0. وفي شهر أبريل من عام 1902م، كان قد تأسس إقليم البيكاردي وعين السيد هنري فريدريك بيتيت رئيسا لنادي اميان الرياضي، وشارك نادي اميان لاحقا بدوري إقليم البيكاردي لأول 12 موسم. وفي عام 1909م حصل النادي على أرضية جديدة في حديقة هنري داوسي، ويسع لأكثر من 1000 مشجع. في عام 1933م، دخل النادي لقسم المحترفين، واستبعد بعد ذلك له عام 1952م، قبل أن يعود له مرة عام 1993م.
وخلال الأيام التي مضت تم تغيير اسم النادي مرتين: في عام 1961م لنادي (Amiens Athlétic Club)، وفي عام 1989م لنادي (Amiens Sporting Club).
كما لعب نادي أميان في الدرجة الثانية بين الأعوام 2001-2009م.
وفي يوم 1 نوفمبر 2017 حصل نادي أميين على ترقية بعد وصوله إلى المركز الثاني من الدوري الفرنسي الدرجة الثانية. وهذه المرة الأولى التي سيصل فيها النادي إلى الدوري الفرنسي الدرجة الأولى.